# Кірані Джеймс
Кірані Джеймс (англ. Kirani James; нар. 1 вересня 1992) — гренадський легкоатлет, який спеціалузіється в бігу на короткі дистанції.

## Із життєпису
Народився в невеликому рибацькому селі Гуяве у Гренаді, пізніше переїхав до США. Навчався в Університеті Алабами. Тренується під керівництвом Гарві Гланса.
Володар повного комплекту олімпійських нагород у бігу на 400 метрів: золото-2012, срібло-2016 та бронза-2021.
У бігу на 400 метрів ставав чемпіоном світу (2011) та бронзовим призером змагань (2015). Ще двічі виступав у фінальних забігах — 5-е місце у 2019 та 7-е місце у 2013.
Дворазовий чемпіон Діамантової ліги у бігу на 400 метрів (2011, 2015).
Чемпіон Ігор Співдружності у бігу на 400 метрів (2014).
Чемпіон світу серед юніорів у бігу на 400 метрів (2010). Срібний призер юніорської світової першості на 400-метрівці (2008).
Чемпіон світу серед юнаків у бігу на 200 та 400 метрів (2009). Срібний призер світової першості серед юнаків на 400-метрівці (2007).
Рекордсмен світу серед юніорів у приміщенні з бігу на 400 метрів (44,80; 2011).
Мав хворобу Грейвса, захворювання щитоподібної залози, у зв'язку з якою пропустив майже три змагальних сезони (2017—2019).

## Визнання
- Командор Ордену Британської імперії (2022)[6]